# The Shorts

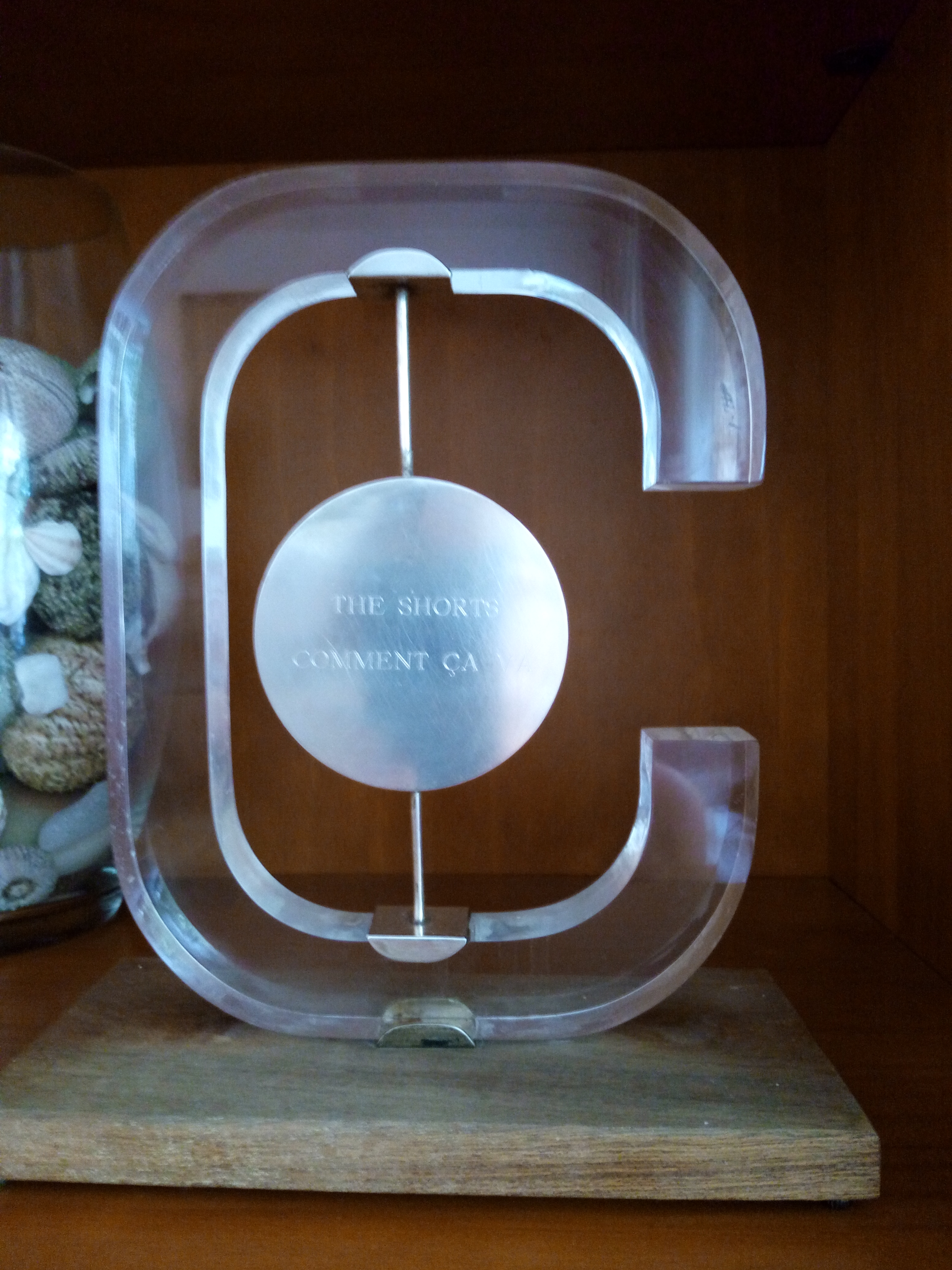
De Conamus Exportprijs voor Comment ça va

The Shorts was een Nederlandse popgroep die in 1983 een internationale hit scoorde met het nummer Comment ça va.

## Geschiedenis
The Shorts werden onder de naam De Bliksemafleiders opgericht in Leiden in 1977 door de producent Danny de Heer. Op een talentenjacht ontdekte hij Hans van Vondelen, Erik de Wildt, Peter Wezenbeek, Frank van der Ven en Hans Stokkermans. De toen elfjarige jongens speelden vooral op een kindershow van Eddy de Heer en Danny de Heer. Na enkele jaren maakten de jongens een eigen single. Deze single werd geen succes, maar Eddy de Heer schreef als aanmoediging het nummer Comment ça va (in de Engelstalige uitvoering). Na een jaar alle platenmaatschappijen langs te zijn geweest was platenmaatschappij EMI, via Paloma Music Ruud Wams, een goede bekende van Jack de Nijs, bereid het nummer uit te brengen, maar dan wel in een Nederlandstalige versie, die werd opgenomen in de Stonesound Studio in Roosendaal en werd geschreven en geproduceerd door Jack de Nijs.
De Bliksemafleiders heetten inmiddels The Shorts. Het Nederlandstalige nummer Comment ça va werd aanvankelijk vooral door piraten gedraaid, maar werd al snel een groot commercieel succes. Het was in 1983 de bestverkochte single van Nederland. De single werd vertaald in het Engels, Spaans, Duits en Chinees en in verschillende landen uitgebracht. In totaal werden er meer dan vier miljoen exemplaren van verkocht. In 1983 werden The Shorts, Eddy de Heer en Jack de Nijs voor hun internationale succes van Comment ça va bekroond met de Conamus Exportprijs.
De volgende singles van The Shorts konden het succes niet meer evenaren. Na enkele wisselingen van de samenstelling van de groep werd in 1987 besloten te stoppen.

## Bezetting
- Hans van Vondelen (Delft, 30 juli 1965)
- Erik de Wildt (Dordrecht, 2 november 1966)
- Hans Stokkermans (Leiden, 3 mei 1966)
- Peter Wezenbeek (Haarlem, 26 juni 1966)

## Discografie

### Albums
| Album met eventuele hitnotering(en) in de Nederlandse Album Top 100 | Datum van verschijnen | Datum van binnenkomst | Hoogste positie | Aantal weken | Opmerkingen |
| ------------------------------------------------------------------- | --------------------- | --------------------- | --------------- | ------------ | ----------- |
| Comment ça va                                                       | 1983                  | 10-09-1983            | 8               | 8            |             |

### Singles
| Single met eventuele hitnotering(en) in de Nederlandse Top 40 | Datum van verschijnen | Datum van binnenkomst | Hoogste positie | Aantal weken | Opmerkingen                   |
| ------------------------------------------------------------- | --------------------- | --------------------- | --------------- | ------------ | ----------------------------- |
| Don't wanna do it                                             | 1981                  | -                     | -               | -            |                               |
| Comment ça va                                                 | 1983                  | 30-04-1983            | 1(3wk)          | 13           | Bestverkochte single van 1983 |
| Je suis, tu es                                                | 1983                  | 20-08-1983            | 4               | 8            |                               |
| Annabelle                                                     | 1983                  | 26-11-1983            | tip9            | -            |                               |
| Helemaal té gek                                               | 1984                  | 30-04-1984            | tip9            | -            |                               |
| Door de bocht                                                 | 1985                  | 25-05-1985            | tip4            | -            |                               |
| Ze was zo mooi                                                | 1985                  | 26-10-1985            | tip16           | -            |                               |
| Christmas-eve                                                 | 1985                  | -                     | -               | -            |                               |
| Maar toen kwam jij                                            | 1986                  | 11-10-1986            | tip21           | -            |                               |
| M'n laatste concert                                           | 1987                  | -                     | -               | -            |                               |

### NPO Radio 2 Top 2000
| Nummer met noteringen in de NPO Radio 2 Top 2000 | '00  | '01-'06 | '07  |
| ------------------------------------------------ | ---- | ------- | ---- |
| Comment ça va                                    | 1424 | -       | 1965 |

1. ↑  Een '-' betekent dat het nummer niet was genoteerd en een vetgedrukt getal geeft de hoogste notering aan.
2. ↑  2000 was het eerste jaar met een notering voor dit nummer.
3. ↑  Deze tabel is bijgewerkt tot en met de meest recente editie (2024).